# Burning Blue
Burning Blue je americký hraný film z roku 2013, který režíroval D.M.W. Greer podle vlastního scénáře a vlastního stejnojmenného románu z roku 1992. Film zachycuje situaci v americkém námořnictvu v období politiky tzv. Don't Ask, Don't Tell. Film měl premiéru na filmovém festivalu Frameline.

## Děj
Poručíci Daniel Lynch a Will Stephensen jsou nejlepší přátelé a zároveň stíhací piloti Námořnictva USA létající na McDonnell Douglas F/A-18 Hornet, kteří doufají, že se stanou nejmladšími piloty, kteří kdy byli přijati do vesmírného programu. Po dvou nehodách, z nichž v jedné figuruje Will, je jejich jednotka vyšetřována NCIS pod vedením Johna Cokelyho. V té době nastoupí nový pilot Matt Blackwood, který se rychle spřátelí s Danem, což vede k ochlazení vztahů mezi Danem a Willem. Cokelyho vyšetřování vede k tomu, že je odhalen milenecký vztah mezi Danem a Mattem. Když se Matt rozhodne opustit svou ženu a nastěhovat se k Danovi, nastane třetí nehoda a Cokely při vyšetřování zvýší tlak na Dana.

## Obsazení
| Trent Ford        | poručík Daniel Lynch       |
| Rob Mayes         | poručík Matthew Blackwood  |
| Morgan Spector    | poručík William Stephensen |
| William Lee Scott | Charlie Trumbo             |
| Michael Sirow     | John Cokely                |
| Cotter Smith      | admirál Lynch              |
| Tammy Blanchard   | Susan                      |
| Tracy Weiler      | Nancy                      |
| Gwynneth Bensen   | Tammi                      |
| Mark Doherty      | Skipper                    |
| Chris Chalk       | zvláštní agent Jones       |
| Gwynneth Bensen   | Tammi                      |
| Jordan Dean       | Stewie                     |
| Johnny Hopkins    | Gorden                     |
| Haviland Morris   | Grace Lynch                |
| Karolina Muller   | Olenka                     |